# Empoascanara sordida
Empoascanara sordida är en insektsart som beskrevs av Irena Dworakowska 1980. Empoascanara sordida ingår i släktet Empoascanara och familjen dvärgstritar.
Artens utbredningsområde är Sri Lanka. Inga underarter finns listade i Catalogue of Life.